# Katharinenkapelle (Dippoldiswalder Heide)

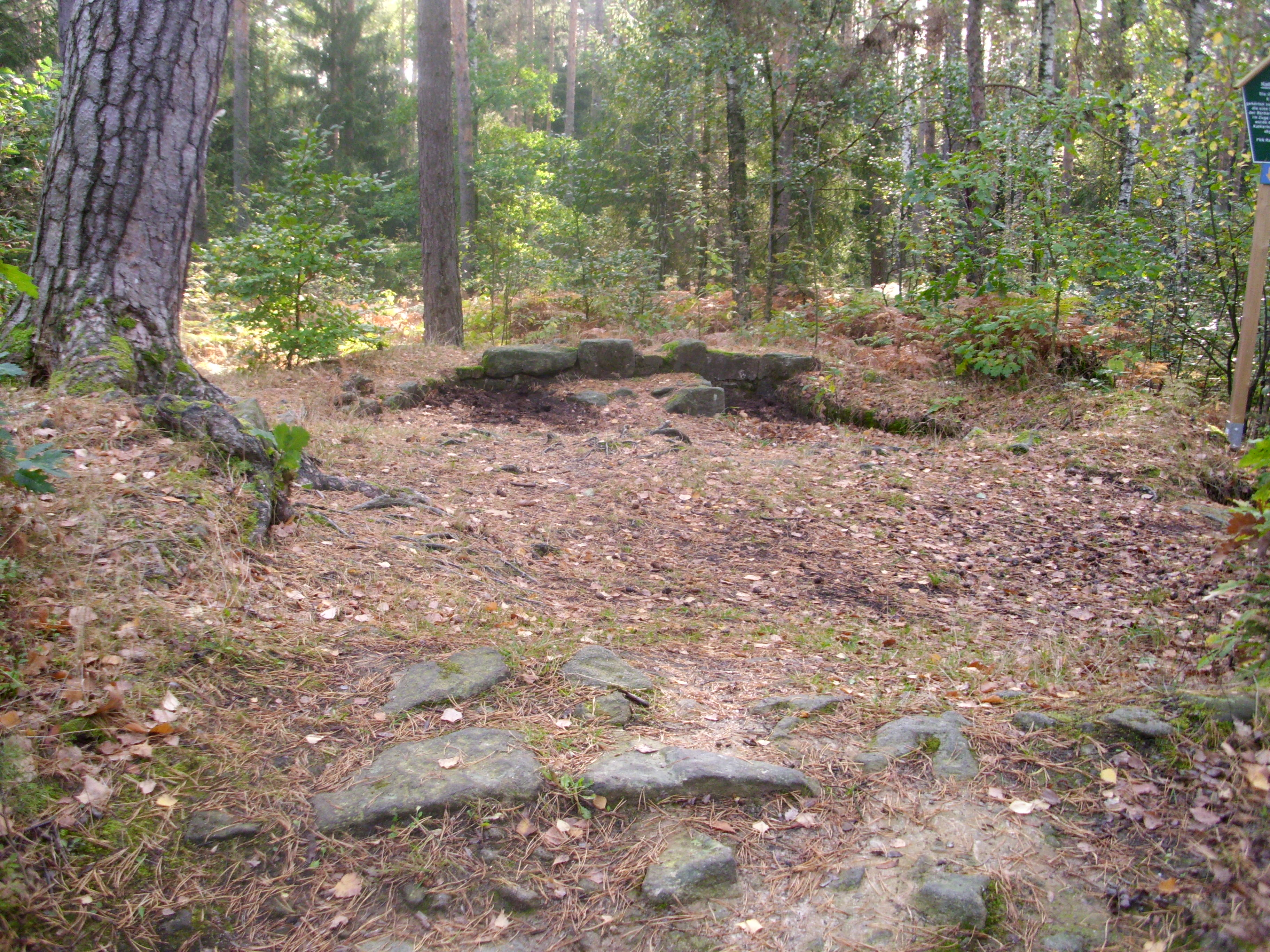
Katharinenkapelle 2023

Die Katharinenkapelle war eine im Mittelalter spätgotische erbaute römisch-katholische Kirche, deren Reste sich oberhalb des Einsiedlersteins auf einer Anhöhe die 373 Meter ü.NN misst in der Dippoldiswalder Heide am Pilgerrundweg Rabenau-Dippoldiswalde befinden.

## Geschichte

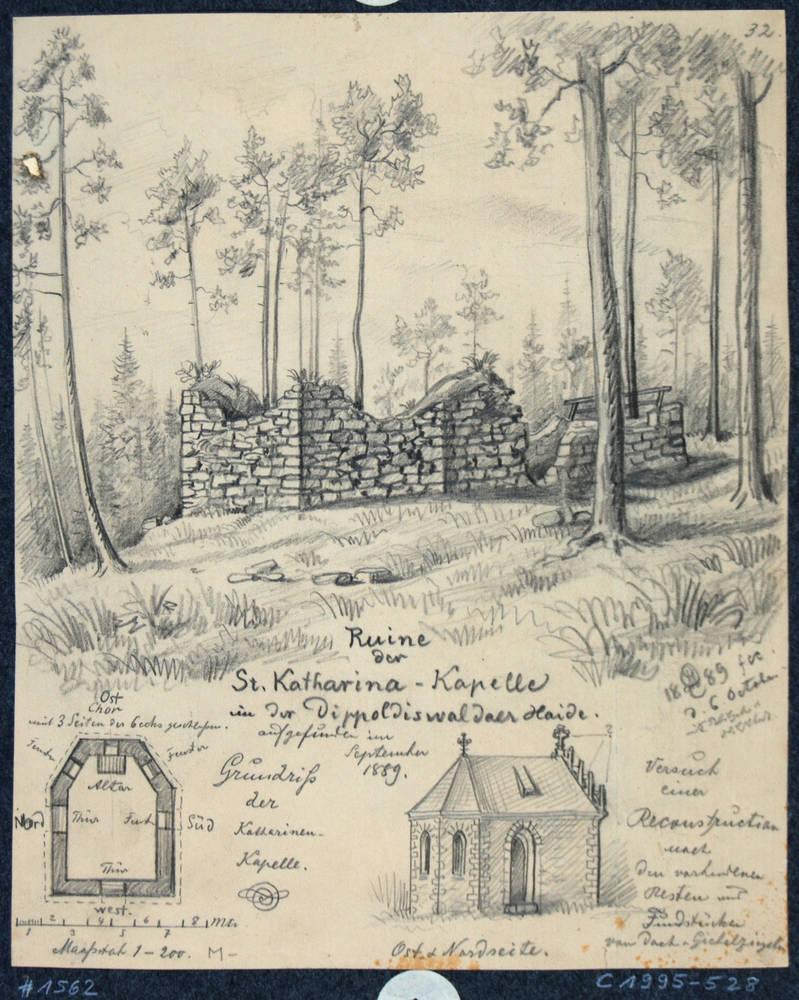
Max Eckardt, Die Mauerreste der Katharinenkapelle beim Einsiedlerstein in der Dippoldiswalder Heide mit einem Grundriss und einem Rekonstruktionsversuch der Kapelle, Zeichnung, 1889 (Museum Kupferstich-Kabinett, Dresden)

Die Kapelle wird erstmals im Meißner Bistumsmatrikel von 1495 erwähnt. Die Reste der Kapelle wurden im September 1889 freigelegt. Es fanden sich Spuren eines Altar-Untertischs. Der dreiseitige geschlossene Chor ist genau so breit wie das Kirchenschiff. Der einstige Kirchenbau besaß eine Größe von 4 Meter × 6,10 Meter.
Im Zuge der Reformation wurde die Katharinenkapelle 1539 abgetragen. Heute findet man nur noch die Grundmauern vor. In den Stein gemeißelte Aufnahmelager für Balken, Falze und Stufen in der Nähe weisen auf eine Bebauung hin, die die Behausung eines Eremitenmönches gewesen sein könnte.